# Rümikon Challenger 1989
Il Rümikon Challenger 1989 è stato un torneo di tennis facente parte della categoria ATP Challenger Series nell'ambito dell'ATP Challenger Series 1989. Il torneo si è giocato a Rümikon in Svizzera dal 3 al 9 luglio 1989 su campi in terra rossa.

## Vincitori

### Singolare
Markus Zoecke ha battuto in finale  Francisco Yunis con il punteggio di 6–2, 6–2

### Doppio
Libor Pimek /  Markus Zoecke hanno battuto in finale  Russell Barlow /  Harald Rittersbacher con il punteggio di 6–3, 6–4